# Kveka Station
Kveka Station (Kveka holdeplass) var en jernbanestation på Rørosbanen, der lå i Hamar kommune i Norge.
Stationen blev oprettet som trinbræt 2. juni 1957. Den blev nedlagt 1. juni 1986. Der var sidespor med læsseplads for Kvæken mølle og Statens kornlager.